# Charlaine Harris
Charlaine Harris (Tunica, 25 november 1951) is een auteur van thrillers. Ze groeide op in de delta van de Mississippi.  Oorspronkelijk schreef ze vooral gedichten: over geesten en nadien over tienerangsten. Toen ze naar Rhodes College in Memphis (Tennessee) ging, schreef ze toneelstukken. Enkele jaren later begon ze boeken te schrijven in het zogenaamde urban fantasy-genre.
Ze schreef twee series: Sookie Stackhouse (verfilmd als de HBO-serie True Blood)
en Harper Connelly.

### Aurora Teagarden
- Real Murders (1990)
- A Bone to Pick (1992)
- Three Bedrooms, One Corpse (1994)
- The Julius House (1995)
- Dead Over Heals (1996)
- A Fool and His Honey (1999)
- Last Scene Alive (2002)
- Poppy Done to Death (2003)
- All The Little Liars (2016)
- Sleep Like a Baby (2017)

### Lily Bard
- Shakespeare's Landlord (1996)
- Shakespeare's Champion (1997)
- Shakespeare's Christmas (1998)
- Shakespeare's Trollop (2000)
- Shakespeare's Counselor (2001)

### Serie Sookie Stackhouse (The Southern Vampire Mysteries)
- Dead Until Dark (mei 2001) - vertaald als Date met de dood (maart 2011)
- Living Dead In Dallas (mei 2002) - vertaald als Levend dood in Dallas (april 2011)
- Club Dead (mei 2003) - vertaald als Club Dood (mei 2011)
- Dead To The World (mei 2004) - vertaald als Zo goed als dood (augustus 2011)
- Dead As A Doornail (mei 2005) - vertaald als Dood als een vampier (oktober 2011)
- Definitely Dead (mei 2006) - vertaald als Echt dood (april 2012)
- All Together Dead (mei 2007) - vertaald als Allemaal dood (augustus 2012)
- From Dead To Worse (mei 2008) - vertaald als Van dood tot erger (september 2012)
- Dead And Gone (mei 2009) - vertaald als Dood en verdwenen (april 2013)
- A Touch Of Dead (oktober 2009) - collectie van 4 korte verhalen(niet vertaald)
- Dead In The Family (mei 2010) - vertaald als Op leven en dood (mei 2014)
- Dead Reckoning (mei 2011)
- Deadlocked (mei 2012)
- Dead Ever After (mei 2013)
- After Dead: What Came Next in the World of Sookie Stackhouse (oktober 2013)
- Dead But Not Forgotten: Stories from the World of Sookie Stackhouse (november 2014)

### Harper Connelly
- Grave Sight (2005)
- Grave Surpsise (2006)
- An Ice Cold Grave (2007)
- Grave Secret (2009)

### Cemetery Girl Series (samen met Christopher Golden)
- The Pretender (2014)
- Inheritance (2015)

### Midnight, Texas
- Midnight Crossroad (2014)
- Day Shift (2015)
- Night Shift (2016)

### Overig
- Sweet and Deadly (1981)
- A Secret Rage (1984)
- An Evening With Al Gore in Blood Lite (oktober 2008)
- Delta Blues (2010)